# Sassenhein
Sassenhein is een particulier natuurgebied in de gemeente Groningen, gelegen ten zuiden van het dorp Haren in de Westerpolder. Het gebied bestaat uit twee veenplassen, de Noord- en de Zuidplas. Bij de Noordplas staat een paviljoen. De meertjes zijn vooral geliefd bij vissers en natuurliefhebbers.
Ze zijn gelegen tussen de hoger gelegen gebieden van de Hondsrug en het Hoornsediep, in een laagveengebied welke ongeveer 6000-3000 jaar geleden is ontstaan in het beekdal van de Drentsche Aa.

## Verklaring van de naam
De naam is afgeleid van de namen van de eerste eigenaar van de plassen en van het paviljoen Hein Aalderink en zijn vrouw Saskia (Sas(kia) en Hein → Sassenhein). Het gebied heeft de naam gekregen als eerbetoon voor het streven van de twee voor het behoud ervan. Bij het paviljoen staat een beeld van Hein Aalderink. Omdat de naam lijkt op die van Sassenheim wordt hij nog al eens verkeerd uitgesproken.

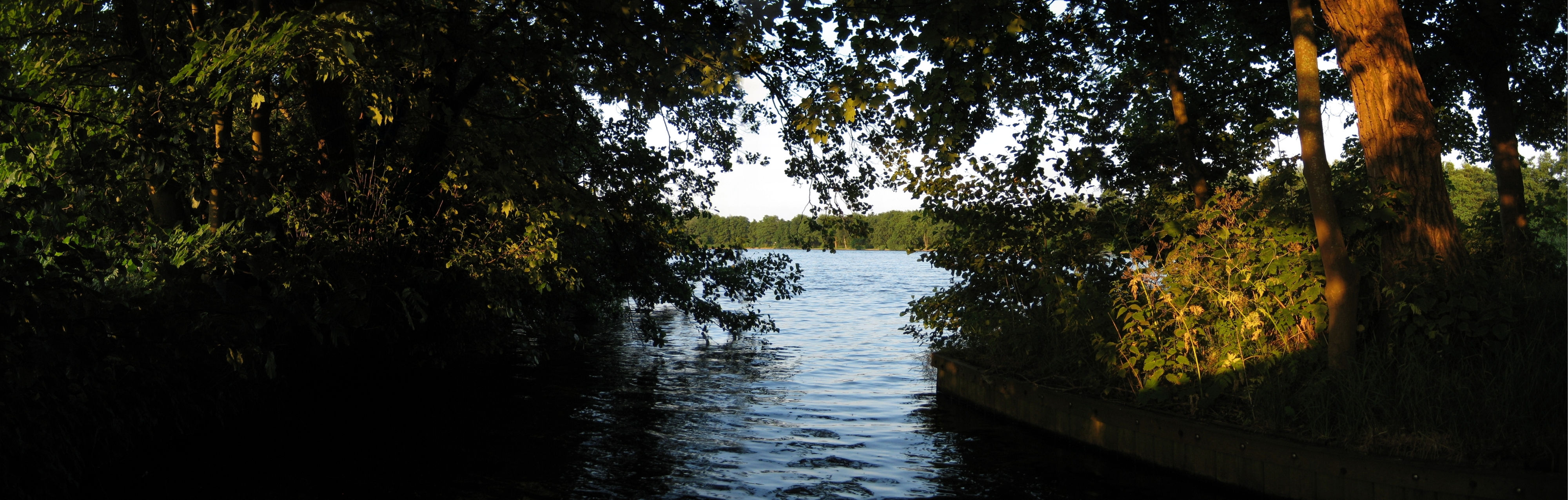
Sassenhein in 2009

De visvijvers waren oorspronkelijk petgaten, ontstaan uit de Harenermaar, die door Aalderink werden gekocht en bestemd voor de vissport. Bij zijn overlijden in 1939 liet hij het bezit na aan een stichting met de uitdrukkelijke bepaling dat de visplassen en de accommodaties niet vervreemd mochten worden. Uiteindelijk leidde dit tot grote financiële problemen, omdat er onvoldoende financiële middelen waren voor het onderhoud en de exploitatie. Er was een statutenwijziging nodig om het paviljoen te kunnen verkopen. In oktober 2011 kon het gebouw verkocht worden aan een horeca-exploitant en met de opbrengst konden de opgelopen schulden worden weggewerkt.